# قضاء أبي غريب
قضاء أبو غريب من أوسع الاقضية في بغداد وأهمها إذ إنه يربط مدينة بغداد بمدينة الفلوجة من الجهة الغربية وقضاء الكرمة من الجهة الشمالية الغربية والرضوانية من الجهة الجنوبية الغربية.

## نبذة تاريخية
في بداية نشوئه كان ناحية تدير بلدية الكاظمية شؤونها، وهي تعد من المناطق المهمة في جانب الكرخ من محافظة بغداد، استمر حال القضاء هكذا حتى عام 1988 حيث تم نقل القضاء إداريًا إلى محافظة الأنبار التي تقع غرب العاصمة العراقية بغداد. وفي عام 1990 أعيد إلى محافظة بغداد لكن دون ربطه إداريًا بأي من المناطق التابعة لمحافظة بغداد حيث أصبح القضاء مستقلًا إداريًا، وبعد عام 2003، أصبح القضاء تابعًا لمحافظة بغداد إداريًا.

## مدن قضاء أبي غريب
- مركز قضاء أبي غريب (147375 نسمة)
- ناحية النصر والسلام (158506 نسمة)
- ناحية بوابة السلام

### أهم المناطق في قضاء أبو غريب
- أبو غريب
- حي الزيتون
- حي الشهداء
- حي الرسالة
- حي الزهور
- الشيحة
- عقرقوف
- أبو منيصير
- الطوايل
- قرية حميد شعبان
- خان ضاري
- الحمدانية
- الحصوة
- قرية الزيدان
- قرية العناز
- قرية السعدان
- قرية الرفوش
- قرية دويليبة
- قرية دولة الشويرتان

## المباني التاريخية
الخان، هو أحد المباني التاريخية في القضاء إذا يجسد صورة تاريخية ابان الاستعمار البريطاني.
| اسم الموقع                         | القرية           | الدور التاريخي             |
| الدراعي (تلول)                     |                  | فرثي وإسلامي               |
| الصليبيات (تل)                     | المدالي          | إسلامي                     |
| ضاري ومخفر الشرطة المجاور له (خان) |                  | إسلامي                     |
| عكر - عقر (تلول)                   |                  | ساساني وإسلامي             |
| عكركوف                             | أراضي بيت السهيل | كشي وآشوري وأخميني وإسلامي |
| العليميات (تل)                     |                  | فرثي وإسلامي               |
| الكاولي (تل)                       |                  | إسلامي                     |
| الكنيسة (تل)                       |                  |                            |
| نوار أو الخالدي (جرعة)             |                  | ساساني وإسلامي             |

## التركيبة السكانية
يغلب على القضاء الطابع الريفي وذلك بسبب المساحة الزراعية الكبيرة الامر الذي أدى إلى تنوع طفيف في تركيبة السكان فأغلبهم عشائر عربية تسيطر كل عشيرة على مساحة من الأرض.

## تعداد السكان
بلغ تعداد السكان في القضاء إلى حوالي 305,000 نسمة حسب التعداد السكاني للقضاء في عام 2014.

## المباني الحكومية
من أهم المباني الحكومية في القضاء هي:
- مستشفى أبو غريب العام
- محكمة أبي غريب
- كلية الزراعة في جامعة بغداد
- مركز الأبحاث الزراعية
- معمل حليب بلادي
- معمل البان ابي غريب
- مشروع التصنيع العسكري أو مشروع 117
- مستودع تجميع الحبوب (السايلو)